# 5509-es mellékút (Magyarország)
Az 5509-es mellékút egy csaknem 20 kilométeres hosszúságú, négy számjegyű mellékút Csongrád-Csanád vármegye és Bács-Kiskun vármegye határvidékén, a déli országhatár közelében; Ásotthalomtól vezet Kelebia felé.

## Nyomvonala
Ásotthalom külterületén ágazik ki az 55-ös főútból, annak a 28+450-es kilométerszelvényétől, dél-délnyugat felé. Majdnem pontosan egy kilométer után éri el a lakott területet, ahol a Királyhalmi út nevet veszi fel, így húzódik végig a központon. A város déli részén beletorkollik kelet-délkeleti irányból az 5511-es út, Mórahalom felől, kevéssel ezután újra külterületek közé ér. 5,5 kiloméer megtétele után kiágazik belőle az 55 122-es számú mellékút – ez jelenlegi állapotában csak a település egy szociális intézményéhez vezet –, a hatodik kilométerét elhagyva pedig eléri Átokháza házait. Ott északnyugati irányban húzódva halad végig a hosszan elnyúló külterületi településrészen, közben kiágazik belőle északnyugatnak az 55 121-es számú mellékút, Halastelek irányába. Nagyjából 10,4 kilométer után visszatér a délnyugati irányhoz és a 12. kilométerét elhagyva átlép a már Bács-Kiskun vármegyéhez tartozó Kelebia határai közé. További sorsa nem teljesen világos, mert a KIRA adatbázisa a kilométer-számozását csak a 12+505-ös kilométerszelvényig tünteti fel, de a térképi megjelenítés szerint tovább folytatódik, körülbelül 5,8-6 kilométer hosszan Kelebia külterületén, és az 5501-es útba beletorkollva ér véget, annak a 4+200-as kilométerszelvényénél, Kelebia lakott területétől bő 3 kilométerre északkeletre.
Teljes hossza eszerint körülbelül 18,5 kilométer.

## Települések az út mentén
- Ásotthalom
- Kelebia